# Acmocera compressa
Acmocera compressa är en skalbaggsart som först beskrevs av Fabricius 1801.  Acmocera compressa ingår i släktet Acmocera och familjen långhorningar.
Artens utbredningsområde är:
- Angola.
- Ghana.
- Nigeria.

Inga underarter finns listade i Catalogue of Life.